# Saturn Award de la meilleure série télévisée fantastique
Le Saturn Award de la meilleure série télévisée fantastique (Saturn Award for Best Fantasy Television Series) est une récompense télévisuelle décernée chaque année depuis 2016 par l'Académie des films de science-fiction, fantasy et horreur (Academy of Science Fiction Fantasy & Horror Films).

## Palmarès

### Années 2010
- 2016 : Outlander
  - Game of Thrones
  - Haven
  - Jonathan Strange et Mr Norrell
  - The Magicians
  - Les Muppets
  - Les Chroniques de Shannara

- 2017 : Outlander
  - Beyond
  - Game of Thrones
  - The Good Place
  - Lucifer
  - The Magicians
  - Preacher

- 2018 : Outlander
  - American Gods
  - Game of Thrones
  - The Good Place
  - Knightfall
  - Flynn Carson et les Nouveaux Aventuriers
  - The Magicians

- 2019[1] : Game of Thrones
  - American Gods
  - Charmed
  - The Good Place
  - The Magicians
  - Outlander
  - The Outpost
  - Soupçon de magie

### Années 2020
- 2021 : For All Mankind
  - Dark Crystal : Le Temps de la résistance
  - Locke and Key
  - The Magicians
  - Outlander
  - The Twilight Zone : La Quatrième Dimension
  - The Witcher

| Meilleure série télévisée fantastique - 2022 : Shining Vale - Doctor Who - Ghosts - La Brea - Riverdale - Stargirl | Meilleure série fantastique en streaming - 2022 : Loki - Poupée russe - Schmigadoon! - WandaVision - La Roue du temps - The Witcher |

- 2024 : Mercredi

- 2025 : House of the Dragon
  - Avatar, le dernier maître de l'air (Avatar: The Last Airbender)
  - For All Mankind
  - Le Seigneur des anneaux : Les Anneaux de pouvoir (The Lord of the Rings: The Rings of Power)
  - Percy Jackson et les Olympiens (Percy Jackson and the Olympians)
  - The Spiderwick Chronicles